# Porospora theodori
Porospora theodori is een soort in de taxonomische indeling van de Myzozoa, een stam van microscopische parasitaire dieren. Het organisme komt uit het geslacht Porospora en behoort tot de familie Porosporidae. Porospora theodori werd in 1972 ontdekt door Vivares.